# All Around the World (label)
Pour les articles homonymes, voir All Around the World.
All Around the World (également connu plus simplement sous l'appellation « AATW ») est un label discographique anglais, basé à Blackburn, et fondé selon les mêmes principes que le label italien Media Records. Au départ, au début des années 1990, il s'agissait plutôt d'un label indépendant de musique house, puis son champ d'action s'est élargi à des productions pop.
All Around the World est un label très actif dans la production de compilations. Il produit ainsi les célèbres séries de compilations « Floorfillers » et « Clubland », en collaboration avec UMTV.
Ce label appartient au groupe américain Universal.

## Albums
- Clubland
- Clubland Vol.1 à Vol.15
- Clubland Xtreme
- Clubland Xtreme 2
- Clubland Xtreme Hardcore 1
- Clubland Xtreme Hardcore 2
- Clubland Xtreme Hardcore 3
- Clubland Xtreme Hardcore 4
- Ultimate NRG Vol.1
- Ultimate NRG Vol.2
- Floorfillers

Et bien d'autres encore…

## Artistes
- Basshunter
- Cascada
- Dannii Minogue
- Darren Styles
- Flip & Fill
- Frankee
- Élena Paparízou
- Kelly Llorenna
- Liz McClarnon
- Mickey Modelle ft. Jessy
- N-Trance
- Red Venom
- Special D
- Tina Cousins
- Ultrabeat

## Historique de sortie

### Singles

#### Années 2010
| Sortie            | Artiste                                      | Chanson                                   | Meilleur classement |
| Sortie            | Artiste                                      | Chanson                                   | UK                  |
| ----------------- | -------------------------------------------- | ----------------------------------------- | ------------------- |
| 29 juillet 2012   | Jodie Connor                                 | Take You There                            | —                   |
| 20 mai 2012       | Martin Solveig                               | The Night Out                             | 36                  |
| 6 mai 2012        | Matrix & Futurebound (Feat. Luke Bingham)    | All I Know                                | 29                  |
| 6 mai 2012        | Tulisa                                       | Young                                     | 1                   |
| 8 avril 2012      | Sway                                         | Level Up                                  | 8                   |
| 26 février 2012   | Dappy                                        | Rockstar                                  | 2                   |
| 12 février 2012   | Martin Solveig                               | Big in Japan                              | —                   |
| 29 janvier 2012   | Alyssa Reid                                  | Alone Again                               | 2                   |
| 1er janvier 2012  | Skepta                                       | Hold On                                   | 31                  |
| 18 décembre 2011  | Alexandra Stan                               | Get Back (ASAP)                           | 56                  |
| 11 décembre 2011  | Sway                                         | Still Speedin'                            | 19                  |
| 7 novembre 2011   | Afrojack et Steve Aoki featuring Miss Palmer | No Beef                                   | 25                  |
| 25 septembre 2011 | Sak Noel                                     | Loca People                               | 1                   |
| 18 septembre 2011 | Dappy                                        | No Regrets                                | 1                   |
| 11 septembre 2011 | Box Bottom (Featuring Big Babba)             | Bounce 'N' Boom                           | 46                  |
| 21 août 2011      | Bingo Players                                | Cry (Just a Little)                       | 44                  |
| 24 juillet 2011   | Benny Benassi                                | Cinema                                    | 20                  |
| 3 juillet 2011    | Inna                                         | Love                                      | —                   |
| 3 juillet 2011    | Cascada                                      | San Francisco                             | 64                  |
| 26 juin 2011      | Martin Solveig                               | Ready 2 Go                                | 48                  |
| 1er mai 2011      | Inna                                         | Sun Is Up                                 | 15                  |
| 21 avril 2011     | Alexandra Stan                               | Mr. Saxobeat                              | 3                   |
| 14 mars 2011      | N-Dubz                                       | Morning Star                              | 52                  |
| 27 février 2011   | Skepta                                       | Amnesia                                   | 164                 |
| 6 février 2011    | Skepta                                       | So Alive                                  | 99                  |
| 26 décembre 2010  | Martin Solveig                               | Hello                                     | 13                  |
| 22 novembre 2010  | Inna                                         | Déjà Vu                                   | 60                  |
| 7 novembre 2010   | Cascada                                      | Night Nurse (enregistrement promotionnel) | —                   |
| 17 octobre 2010   | Skepta                                       | Cross My Heart                            | 31                  |
| 28 août 2010      | Inna                                         | Amazing                                   | 14                  |
| 27 juin 2010      | Skepta                                       | Rescue Me                                 | 14                  |
| 2 mai 2010        | Cascada                                      | Pyromania                                 | 60                  |
| 14 avril 2010     | Inna                                         | Hot                                       | 6                   |
| 15 mars 2010      | Skepta                                       | Bad Boy                                   | 26                  |
| 16 janvier 2010   | Jaya                                         | DJ Do It Again                            | 40                  |

#### Années 2000
| Sortie            | Artiste                                 | Chanson                               | Meilleur classement |
| Sortie            | Artiste                                 | Chanson                               | Royaume-Uni         |
| ----------------- | --------------------------------------- | ------------------------------------- | ------------------- |
| 21 décembre 2009  | Cascada                                 | Fever                                 | —                   |
| 16 décembre 2009  | My Digital Enemy ft. Mooli              | Wasted                                | —                   |
| 16 décembre 2009  | Darren Styles                           | Girls Like You                        | —                   |
| 16 décembre 2009  | Agnes                                   | I Need You Now                        | 40                  |
| 9 novembre 2009   | N-Dubz                                  | I Need You                            | 5                   |
| 12 octobre 2009   | Cascada                                 | Dangerous                             | 67                  |
| 29 juin 2009      | Cascada                                 | Evacuate the Dancefloor               | 1                   |
| 26 mai 2009       | Agnes                                   | Release Me                            | 3                   |
| 4 avril 2009      | N-Dubz                                  | Strong Again                          | 24                  |
| 26 février 2009   | Wideboys ft. Dennis G                   | Sambuca (The Return)                  | —                   |
| 23 février 2009   | DJ Manian                               | Welcome to the Club                   | 89                  |
| 22 décembre 2008  | Gianluca Motta ft. Molly                | Not Alone                             | —                   |
| 22 décembre 2008  | E-Type                                  | True Believer                         | —                   |
| 22 décembre 2008  | Pulsonix                                | Lift Me Up                            | —                   |
| 22 décembre 2008  | Trinity                                 | Turn To Me                            | —                   |
| 15 décembre 2008  | Scooter vs. Status Quo                  | Jump That Rock (Whatever You Want)    | 57                  |
| 15 décembre 2008  | N-Force                                 | All My Life                           | 114                 |
| 15 décembre 2008  | Sheffield Jumpers                       | Jump With Me                          | —                   |
| 1er octobre 2008  | T2                                      | Butterflies                           | —                   |
| 29 septembre 2008 | N-Dubz                                  | Ouch                                  | 22                  |
| 9 septembre 2008  | Energy 52                               | Cafe Del Mar                          | —                   |
| 29 septembre 2008 | Scooter                                 | I'm Lonely                            | —                   |
| 15 septembre 2008 | Steve Mac                               | Paddy's Revenge                       | 17                  |
| 25 août 2009      | Micky Modelle                           | Gotta Tell You                        | —                   |
| 4 août 2008       | Cascada                                 | Because The Night                     | 28                  |
| 28 juillet 2008   | Blackout Crew                           | Put A Donk On It                      | 172                 |
| 23 juin 2008      | Ultrabeat vs. Darren Styles             | Discolights                           | 23                  |
| 9 juin 2008       | Scooter                                 | Jumping All Over The World            | 28                  |
| 2 juin 2008       | LMC vs. Marvin                          | Grapevine                             | —                   |
| 2 juin 2008       | Yanou                                   | Sun is Shining                        | —                   |
| 2 juin 2008       | Frisco                                  | Sea of Love                           | —                   |
| 2 juin 2008       | Inaya Day                               | You Spin Me                           | —                   |
| 2 juin 2008       | Ultra Naté                              | Automatic                             | —                   |
| 2 juin 2008       | Eighteen (artiste) ft. Stephanie Mills  | (You're Puttin') A Rush on Me         | —                   |
| 2 juin 2008       | Manian                                  | Turn the Tide                         | —                   |
| 2 juin 2008       | Oceanic                                 | Insanity                              | —                   |
| 2 juin 2008       | Audio Fraud ft. Peyton                  | Ride like the Wind                    | —                   |
| 2 juin 2008       | K-Klass                                 | Rhythm is a Mystery 2008              | —                   |
| 2 juin 2008       | Nalin & Kane vs. Denis The Menace       | Cruising                              | —                   |
| 2 juin 2008       | Alex K                                  | Long Long Way From Home               | —                   |
| 2 juin 2008       | Booty Callers                           | Chasing Cars                          | —                   |
| 2 juin 2008       | Congress                                | 40 Miles                              | —                   |
| 12 mai 2008       | Gusto                                   | Disco's Revenge 2008                  | 34                  |
| 4 mai 2008        | Shanie                                  | Don't Give Me Your Life               | —                   |
| 22 avril 2008     | Cahill                                  | Trippin' On You                       | —                   |
| 12 avril 2008     | Scooter                                 | The Question Is What Is The Question? | 49                  |
| 15 mai 2008       | Wideboys ft. Shaznay Lewis              | Daddy-O                               | 32                  |
| 15 février 2008   | Out Of Office                           | Break Of Dawn                         | 41                  |
| 27 mars 2008      | Cascada                                 | What Do You Want from Me?             | 51                  |
| 22 février 2008   | Delinquent                              | My Destiny                            | 27                  |
| 17 décembre 2007  | Maximum Spell                           | Headbone Connected                    | —                   |
| 17 décembre 2007  | Cisco Kid                               | Pizzaman                              | —                   |
| 17 décembre 2007  | Karen Danzig                            | Let Me Be The One                     | —                   |
| 17 décembre 2007  | Porn Kings                              | Music is Pumping                      | —                   |
| 17 décembre 2007  | Verde (artiste)                         | Shine                                 | —                   |
| 17 décembre 2007  | D-Code                                  | Like I Feel                           | —                   |
| 17 décembre 2007  | M&C                                     | Magic Touch                           | —                   |
| 17 décembre 2007  | Discotronic                             | Tricky Disco                          | —                   |
| 17 décembre 2007  | Flip & Fill                             | Heaven & Earth                        | —                   |
| 17 décembre 2007  | Hixxy                                   | More & More                           | —                   |
| 17 décembre 2007  | Déjà Vu                                 | Face Down Ass Up                      | —                   |
| 17 décembre 2007  | Kelly Llorenna                          | Before You Love Me                    | —                   |
| 17 décembre 2007  | Yanou                                   | King Of My Castle                     | —                   |
| 17 décembre 2007  | Dancing DJs ft.Caroline Griffin         | Amazed                                | —                   |
| 10 décembre 2007  | Cascada                                 | What Hurts The Most                   | 10                  |
| 26 novembre 2007  | K-Klass                                 | Let Me Show You                       | —                   |
| 26 novembre 2007  | Wideboys ft. Clare Evers                | Bomb The Secret                       | —                   |
| 26 novembre 2007  | Dannii Minogue vs. Jason Nevins         | Touch Me Like That                    | 48                  |
| 12 novembre 2007  | T2 Ft Jodie Aysha                       | Heartbroken                           | 2                   |
| 17 décembre 2007  | Whelan & Di Scala feat. Nikki Belle     | Sunset To Sunrise                     | —                   |
| 21 août 2007      | Ultrabeat vs. Darren Styles             | Sure Feels Good                       | 52                  |
| 16 juillet 2007   | Tony Di Bart                            | Turn Your Love Around                 | —                   |
| 16 juillet 2007   | Tony Di Bart                            | We Got The Love                       | —                   |
| 16 juillet 2007   | Tony Di Bart                            | What Am I Gonna Do                    | —                   |
| 11 juillet 2007   | Liz Kay                                 | When Love Becomes A Lie               | —                   |
| 11 juillet 2007   | Masters At Work                         | Work 2007                             | —                   |
| 26 juin 2007      | Cascada                                 | A Neverending Dream                   | 46                  |
| 14 mai 2007       | Whelan & Di Scala Featuring Nikki Belle | Teardrops                             | —                   |
| 26 mars 2007      | Darren Styles                           | Save Me                               | 70                  |
| 19 mars 2007      | System F                                | Cry                                   | 80                  |
| 19 mars 2007      | Tabu                                    | Mr Friday Night                       | —                   |
| 19 mars 2007      | The Force                               | Paradise and Dreams                   | —                   |
| 19 mars 2007      | Trick Babies                            | Little Bird                           | 97                  |
| 12 mars 2007      | Kelly Llorenna                          | I Will Love Again                     | 100                 |
| 5 mars 2007       | WiFi Featuring Melanie M                | Be Without You                        | 42                  |
| 5 février 2007    | FHM High Street Honeys                  | I Touch Myself                        | 34                  |
| 5 février 2007    | Frisco vs. Ice MC                       | Think About The Way                   | 95                  |
| 18 décembre 2006  | Mickey Modelle vs. Jessy                | Over You                              | 36                  |
| 11 décembre 2006  | Cascada                                 | Truly Madly Deeply                    | 4                   |
| 16 octobre 2006   | Coolio Featuring Snoop Dogg             | Gangsta Walk                          | 67                  |
| 14 août 2006      | Mickey Modelle vs. Jessy                | Dancing In The Dark                   | 10                  |
| 24 juillet 2006   | Cascada                                 | Everytime We Touch                    | 2                   |
| 12 juin 2006      | Dannii Minogue                          | So Under Pressure                     | 20                  |
| 22 mai 2006       | Eddie Thoneick & Kurd Maverick          | Love Sensation 2006                   | 38                  |
| 24 avril 2006     | Ultrabeat vs. Scott Brown               | Elysium (I Go Crazy)                  | 38                  |
| 13 février 2006   | Liz McClarnon                           | Woman In Love                         | 5                   |
| 23 janvier 2006   | LMC Featuring Rachel McFarlane          | You Get What You Give                 | 30                  |
| 5 décembre 2005   | Herd & Fitz Featuring Abigail Bailey    | I Just Can't Get Enough               | 11                  |
| 28 novembre 2005  | Tina Cousins                            | Wonderful Life                        | 58                  |
| 17 octobre 2005   | Dannii Minogue & Soul Seekerz           | Perfection                            | 11                  |
| 19 septembre 2005 | Ultrabeat                               | Feel It With Me                       | 57                  |
| 12 septembre 2005 | Route 1 Featuring Jenny Frost           | Crash Landing                         | 47                  |
| 29 août 2005      | Big Ang Featuring Siobhan               | It's Over Now                         | 29                  |
| 25 juillet 2005   | Dancing DJs vs. Roxette                 | Fading Like A Flower                  | 18                  |
| 11 juillet 2005   | Inaya Day                               | Nasty Girl                            | 9                   |
| 30 mai 2005       | Groove Coverage                         | Poison                                | 32                  |
| 16 mai 2005       | Praise cats                             | Shined On Me                          | 22                  |
| 11 avril 2005     | Freeloaders                             | So Much Love to Give                  | 9                   |
| 28 février 2005   | Styles & Breeze                         | Heartbeatz                            | 16                  |
| 21 février 2005   | Verbalicious                            | Don't Play Nice                       | 11                  |
| 17 janvier 2005   | Rachel McFarlane                        | Lover                                 | 36                  |
| 4 décembre 2004   | N-Trance                                | I'm In Heaven                         | 51                  |
| 29 novembre 2004  | Ice Cube Featuring Mack 10 & Ms Toi     | You Can Do It                         | 2                   |
| 8 novembre 2004   | Eyeopener                               | Hungry Eyes                           | 16                  |
| 25 octobre 2004   | Dannii Minogue vs. Flower Power         | You Won't Forget About Me             | 7                   |
| 16 octobre 2004   | DJ Casper                               | Oops Up Side Ya Head                  | 16                  |
| 30 août 2004      | Ultrabeat                               | Better Than Life                      | 28                  |
| 23 août 2004      | Marly                                   | You Never Know                        | 23                  |
| 19 juillet 2004   | Styles & Breeze                         | You're Shining                        | 19                  |
| 12 juillet 2004   | Flip & Fill                             | Discoland                             | 11                  |
| 28 juin 2004      | Scooter                                 | Jigga Jigga!                          | 48                  |
| 10 mai 2004       | Frankee                                 | F.U.R.B. (Fuck You Right Back)        | 1                   |
| 17 avril 2004     | Special D                               | Come With Me                          | 6                   |
| 1er mars 2004     | DJ Casper                               | Cha Cha Slide                         | 1                   |
| 23 février 2004   | Kelly Llorenna                          | This Time I Know It's For Real        | 14                  |
| 16 janvier 2004   | LMC vs. U2                              | Take Me To The Clouds Above           | 1                   |
| 17 janvier 2004   | Flip & Fill Featuring Junior            | Irish Blue                            | 20                  |
| 15 décembre 2003  | Ultrabeat                               | Feeling Fine                          | 12                  |
| 27 octobre 2003   | Dallas Superstars                       | Helium                                | 64                  |
| 18 janvier 2003   | The Rezidents                           | Popcorn                               | 66                  |
| 4 octobre 2003    | Dunken Monkey                           | E                                     | 41                  |
| 16 août 2003      | VooDoo & Serano                         | Overload                              | 30                  |
| 4 août 2003       | Ultrabeat                               | Pretty Green Eyes                     | 2                   |
| 19 juillet 2003   | N-Trance                                | Forever                               | 6                   |
| 28 juin 2003      | Flip & Fill Featuring Jo James          | Field Of Dreams                       | 28                  |
| 22 mars 2003      | Porn Kings vs. Flip & Fill              | Shake Ya Shimmy                       | 28                  |
| 8 mars 2003       | Interactive                             | Forever Young (Kosmonova Radio Edit)  | 37                  |
| 19 mars 2003      | The System pres. Kerri B                | If You Leave Me Now                   | —                   |
| 19 mars 2003      | Uproar                                  | The Roof Is On Fire                   | —                   |
| 1er mars 2003     | Aquagen                                 | Hard To Say I'm Sorry                 | 33                  |
| 17 février 2003   | Rezonance Q                             | Someday                               | 29                  |
| 18 janvier 2003   | Flip & Fill                             | I Wanna Dance With Somebody           | 13                  |
| 6 janvier 2003    | Pascal Featuring Karen Parry            | I Think We're Alone Now               | 21                  |
| 30 novembre 2002  | Kelly Llorenna                          | Heart Of Gold                         | 19                  |
| 19 octobre 2002   | Trinity X                               | Forever                               | 19                  |
| 27 juillet 2002   | Flip & Fill                             | Shooting Star                         | 3                   |
| 1er juillet 2002  | Kelly Llorenna                          | Tell It To My Heart                   | 9                   |
| 25 mai 2002       | Milk Inc.                               | In My Eyes                            | 9                   |
| 14 mai 2002       | Flip & Fill                             | True Love Never Dies (Re-release)     | 7                   |
| 19 janvier 2002   | DJ Alligator                            | Blow My Whistle (Bitch)               | 5                   |
| 22 octobre 2001   | Ricky Tomlinson (en)                    | Are You Looking At Me?                | 28                  |
| 22 septembre 2001 | N-Trance                                | Set You Free 2001                     | 4                   |
| 12 mars 2001      | Flip & Fill                             | True Love Never Dies                  | 34                  |
| 5 janvier 2001    | Porn Kings                              | Sledger                               | 71                  |
| 7 septembre 2000  | Bus Stop Featuring T. Rex               | Get It On                             | 59                  |
| 20 mai 2000       | N-Trance                                | Shake Your Body                       | 37                  |

#### Années 1990
| Date de sortie    | Artiste                          | Chanson                          | Meilleur classement |
| Date de sortie    | Artiste                          | Chanson                          | UK                  |
| ----------------- | -------------------------------- | -------------------------------- | ------------------- |
| 26 octobre 1999   | Porn Kings                       | Up To No Good                    | 28                  |
| 10 avril 1999     | Bus Stop                         | Jump                             | 23                  |
| 19 décembre 1998  | N-Trance                         | Tears In The Rain                | 53                  |
| 12 septembre 1998 | N-Trance                         | Paradise City                    | 28                  |
| 3 août 1998       | Bus Stop Featuring Randy Bachman | You Ain't Seen Nothing Yet       | 22                  |
| 3 août 1998       | Strict Instructor                | Step-Two-Three-Four              | 49                  |
| 23 mai 1998       | Bus Stop                         | Kung Fu Fighting                 | 8                   |
| 28 mars 1998      | DJ Milano Featuring Samantha Fox | Santa Maria                      | 31                  |
| 9 février 1998    | Porn Kings vs. DJ Supreme        | Up To Tha Wildstyle              | 10                  |
| 19 janvier 1998   | DJ Supreme                       | Forns Of Jericho                 | 29                  |
| 1er novembre 1997 | N-Trance Featuring Rod Stewart   | Do Ya Think I'm Sexy?            | 7                   |
| 11 octobre 1997   | DJ Flavours                      | Your Caress (All I Need)         | 19                  |
| 23 août 1997      | N-Trance                         | Mind Of The Machine              | 15                  |
| 19 avril 1997     | Ultracynic                       | Nothing Is Forever               | 47                  |
| 5 avril 1997      | N-Trance                         | D.I.S.C.O.                       | 11                  |
| 3 mars 1997       | Porn Kings                       | Amour C'Mon                      | 17                  |
| 1er novembre 1996 | 2 Funky 2                        | Brothers And Sisters             | 36                  |
| 15 juin 1996      | Open Arms                        | Hey Mr DJ                        | 62                  |
| 24 février 1996   | N-Trance                         | Electronic Pleasure              | 11                  |
| 17 février 1996   | Love Decade                      | Is This A Dream? '96             | 39                  |
| 16 septembre 1995 | N-Trance                         | Stayin' Alive                    | 2                   |
| 14 janvier 1995   | N-Trance                         | Set You Free                     | 2                   |
| 22 octobre 1995   | N-Trance                         | Turn Up The Power                | 23                  |
| 8 novembre 1993   | Mix Factory                      | Miracles                         | 85                  |
| 6 février 1993    | Love Decade                      | When The Morning Comes           | 69                  |
| 10 janvier 1993   | Mix Factory                      | Take Me Away                     | 51                  |
| 11 avril 1992     | Love Decade                      | I Feel You                       | 34                  |
| 8 janvier 1992    | Mix Factory                      | Burnin'                          | 69                  |
| 23 novembre 1991  | Love Decade                      | So Real                          | 14                  |
| 9 novembre 1991   | 2 For Joy                        | Let The Bass Kick                | 69                  |
| 2 novembre 1991   | Control                          | Dance With Me (I'm Your Ecstasy) | 17                  |

#### Années 2000
| Date de sortie    | Artiste                                 | Chanson                               | Meilleur classement |
| Date de sortie    | Artiste                                 | Chanson                               | UK                  |
| ----------------- | --------------------------------------- | ------------------------------------- | ------------------- |
| 21 décembre 2009  | Cascada                                 | Fever                                 | —                   |
| 16 décembre 2009  | My Digital Enemy ft. Mooli              | Wasted                                | —                   |
| 16 décembre 2009  | Darren Styles                           | Girls Like You                        | —                   |
| 16 décembre 2009  | Agnes                                   | I Need You Now                        | 40                  |
| 9 novembre 2009   | N-Dubz                                  | I Need You                            | 5                   |
| 12 octobre 2009   | Cascada                                 | Dangerous                             | 67                  |
| 29 juin 2009      | Cascada                                 | Evacuate the Dancefloor               | 1                   |
| 26 mai 2009       | Agnes                                   | Release Me                            | 3                   |
| 4 avril 2009      | N-Dubz                                  | Strong Again                          | 24                  |
| 26 février 2009   | Wideboys ft. Dennis G                   | Sambuca (The Return)                  | —                   |
| 23 février 2009   | DJ Manian                               | Welcome to the Club                   | 89                  |
| 22 décembre 2008  | Gianluca Motta ft. Molly                | Not Alone                             | —                   |
| 22 décembre 2008  | E-Type                                  | True Believer                         | —                   |
| 22 décembre 2008  | Pulsonix                                | Lift Me Up                            | —                   |
| 22 décembre 2008  | Trinity                                 | Turn To Me                            | —                   |
| 15 décembre 2008  | Scooter vs. Status Quo                  | Jump That Rock (Whatever You Want)    | 57                  |
| 15 décembre 2008  | N-Force                                 | All My Life                           | 114                 |
| 15 décembre 2008  | Sheffield Jumpers                       | Jump With Me                          | —                   |
| 1er octobre 2008  | T2                                      | Butterflies                           | —                   |
| 29 septembre 2008 | N-Dubz                                  | Ouch                                  | 22                  |
| 9 septembre 2008  | Energy 52                               | Cafe Del Mar                          | —                   |
| 29 septembre 2008 | Scooter                                 | I'm Lonely                            | —                   |
| 15 septembre 2008 | Steve Mac                               | Paddy's Revenge                       | 17                  |
| 25 août 2009      | Micky Modelle                           | Gotta Tell You                        | —                   |
| 4 août 2008       | Cascada                                 | Because The Night                     | 28                  |
| 28 juillet 2008   | Blackout Crew                           | Put A Donk On It                      | 172                 |
| 23 juin 2008      | Ultrabeat vs. Darren Styles             | Discolights                           | 23                  |
| 9 juin 2008       | Scooter                                 | Jumping All Over The World            | 28                  |
| 2 juin 2008       | LMC vs. Marvin                          | Grapevine                             | —                   |
| 2 juin 2008       | Yanou                                   | Sun is Shining                        | —                   |
| 2 juin 2008       | Frisco                                  | Sea of Love                           | —                   |
| 2 juin 2008       | Inaya Day                               | You Spin Me                           | —                   |
| 2 juin 2008       | Ultra Naté                              | Automatic                             | —                   |
| 2 juin 2008       | Eighteen (artiste) ft. Stephanie Mills  | (You're Puttin') A Rush on Me         | —                   |
| 2 juin 2008       | Manian                                  | Turn the Tide                         | —                   |
| 2 juin 2008       | Oceanic                                 | Insanity                              | —                   |
| 2 juin 2008       | Audio Fraud ft. Peyton                  | Ride like the Wind                    | —                   |
| 2 juin 2008       | K-Klass                                 | Rhythm is a Mystery 2008              | —                   |
| 2 juin 2008       | Nalin & Kane vs. Denis The Menace       | Cruising                              | —                   |
| 2 juin 2008       | Alex K                                  | Long Long Way From Home               | —                   |
| 2 juin 2008       | Booty Callers                           | Chasing Cars                          | —                   |
| 2 juin 2008       | Congress                                | 40 Miles                              | —                   |
| 12 mai 2008       | Gusto                                   | Disco's Revenge 2008                  | 34                  |
| 4 mai 2008        | Shanie                                  | Don't Give Me Your Life               | —                   |
| 22 avril 2008     | Cahill                                  | Trippin' On You                       | —                   |
| 12 avril 2008     | Scooter                                 | The Question Is What Is The Question? | 49                  |
| 15 mai 2008       | Wideboys ft. Shaznay Lewis              | Daddy-O                               | 32                  |
| 15 février 2008   | Out Of Office                           | Break Of Dawn                         | 41                  |
| 27 mars 2008      | Cascada                                 | What Do You Want from Me?             | 51                  |
| 22 février 2008   | Delinquent                              | My Destiny                            | 27                  |
| 17 décembre 2007  | Maximum Spell                           | Headbone Connected                    | —                   |
| 17 décembre 2007  | Cisco Kid                               | Pizzaman                              | —                   |
| 17 décembre 2007  | Karen Danzig                            | Let Me Be The One                     | —                   |
| 17 décembre 2007  | Porn Kings                              | Music is Pumping                      | —                   |
| 17 décembre 2007  | Verde (artiste)                         | Shine                                 | —                   |
| 17 décembre 2007  | D-Code                                  | Like I Feel                           | —                   |
| 17 décembre 2007  | M&C                                     | Magic Touch                           | —                   |
| 17 décembre 2007  | Discotronic                             | Tricky Disco                          | —                   |
| 17 décembre 2007  | Flip & Fill                             | Heaven & Earth                        | —                   |
| 17 décembre 2007  | Hixxy                                   | More & More                           | —                   |
| 17 décembre 2007  | Déjà Vu                                 | Face Down Ass Up                      | —                   |
| 17 décembre 2007  | Kelly Llorenna                          | Before You Love Me                    | —                   |
| 17 décembre 2007  | Yanou                                   | King Of My Castle                     | —                   |
| 17 décembre 2007  | Dancing DJs ft.Caroline Griffin         | Amazed                                | —                   |
| 10 décembre 2007  | Cascada                                 | What Hurts The Most                   | 10                  |
| 26 novembre 2007  | K-Klass                                 | Let Me Show You                       | —                   |
| 26 novembre 2007  | Wideboys ft. Clare Evers                | Bomb The Secret                       | —                   |
| 26 novembre 2007  | Dannii Minogue vs. Jason Nevins         | Touch Me Like That                    | 48                  |
| 12 novembre 2007  | T2 feat. Jodie Aysha                    | Heartbroken                           | 2                   |
| 17 décembre 2007  | Whelan & Di Scala feat. Nikki Belle     | Sunset To Sunrise                     | —                   |
| 21 août 2007      | Ultrabeat vs. Darren Styles             | Sure Feels Good                       | 52                  |
| 16 juillet 2007   | Tony Di Bart                            | Turn Your Love Around                 | —                   |
| 16 juillet 2007   | Tony Di Bart                            | We Got The Love                       | —                   |
| 16 juillet 2007   | Tony Di Bart                            | What Am I Gonna Do                    | —                   |
| 11 juillet 2007   | Liz Kay                                 | When Love Becomes A Lie               | —                   |
| 11 juillet 2007   | Masters At Work                         | Work 2007                             | —                   |
| 26 juin 2007      | Cascada                                 | A Neverending Dream                   | 46                  |
| 14 mai 2007       | Whelan & Di Scala Featuring Nikki Belle | Teardrops                             | —                   |
| 26 mars 2007      | Darren Styles                           | Save Me                               | 70                  |
| 19 mars 2007      | System F                                | Cry                                   | 80                  |
| 19 mars 2007      | Tabu                                    | Mr Friday Night                       | —                   |
| 19 mars 2007      | The Force                               | Paradise and Dreams                   | —                   |
| 19 mars 2007      | Trick Babies                            | Little Bird                           | 97                  |
| 12 mars 2007      | Kelly Llorenna                          | I Will Love Again                     | 100                 |
| 5 mars 2007       | WiFi Featuring Melanie M                | Be Without You                        | 42                  |
| 5 février 2007    | FHM High Street Honeys                  | I Touch Myself                        | 34                  |
| 5 février 2007    | Frisco vs. Ice MC                       | Think About The Way                   | 95                  |
| 18 décembre 2006  | Mickey Modelle vs. Jessy                | Over You                              | 36                  |
| 11 décembre 2006  | Cascada                                 | Truly Madly Deeply                    | 4                   |
| 16 octobre 2006   | Coolio Featuring Snoop Dogg             | Gangsta Walk                          | 67                  |
| 14 août 2006      | Mickey Modelle vs. Jessy                | Dancing In The Dark                   | 10                  |
| 24 juillet 2006   | Cascada                                 | Everytime We Touch                    | 2                   |
| 12 juin 2006      | Dannii Minogue                          | So Under Pressure                     | 20                  |
| 22 mai 2006       | Eddie Thoneick & Kurd Maverick          | Love Sensation 2006                   | 38                  |
| 24 avril 2006     | Ultrabeat vs. Scott Brown               | Elysium (I Go Crazy)                  | 38                  |
| 13 février 2006   | Liz McClarnon                           | Woman In Love                         | 5                   |
| 23 janvier 2006   | LMC Featuring Rachel McFarlane          | You Get What You Give                 | 30                  |
| 5 décembre 2005   | Herd & Fitz Featuring Abigail Bailey    | I Just Can't Get Enough               | 11                  |
| 28 novembre 2005  | Tina Cousins                            | Wonderful Life                        | 58                  |
| 17 octobre 2005   | Dannii Minogue & Soul Seekerz           | Perfection                            | 11                  |
| 19 septembre 2005 | Ultrabeat                               | Feel It With Me                       | 57                  |
| 12 septembre 2005 | Route 1 Featuring Jenny Frost           | Crash Landing                         | 47                  |
| 29 août 2005      | Big Ang Featuring Siobhan               | It's Over Now                         | 29                  |
| 25 juillet 2005   | Dancing DJs vs. Roxette                 | Fading Like A Flower                  | 18                  |
| 11 juillet 2005   | Inaya Day                               | Nasty Girl                            | 9                   |
| 30 mai 2005       | Groove Coverage                         | Poison                                | 32                  |
| 16 mai 2005       | Praise cats                             | Shined On Me                          | 22                  |
| 11 avril 2005     | Freeloaders                             | So Much Love to Give                  | 9                   |
| 28 février 2005   | Styles & Breeze                         | Heartbeatz                            | 16                  |
| 21 février 2005   | Verbalicious                            | Don't Play Nice                       | 11                  |
| 17 janvier 2005   | Rachel McFarlane                        | Lover                                 | 36                  |
| 4 décembre 2004   | N-Trance                                | I'm In Heaven                         | 51                  |
| 29 novembre 2004  | Ice Cube Featuring Mack 10 & Ms Toi     | You Can Do It                         | 2                   |
| 8 novembre 2004   | Eyeopener                               | Hungry Eyes                           | 16                  |
| 25 octobre 2004   | Dannii Minogue vs. Flower Power         | You Won't Forget About Me             | 7                   |
| 16 octobre 2004   | DJ Casper                               | Oops Up Side Ya Head                  | 16                  |
| 30 août 2004      | Ultrabeat                               | Better Than Life                      | 28                  |
| 23 août 2004      | Marly                                   | You Never Know                        | 23                  |
| 19 juillet 2004   | Styles & Breeze                         | You're Shining                        | 19                  |
| 12 juillet 2004   | Flip & Fill                             | Discoland                             | 11                  |
| 28 juin 2004      | Scooter                                 | Jigga Jigga!                          | 48                  |
| 10 mai 2004       | Frankee                                 | F.U.R.B. (Fuck You Right Back)        | 1                   |
| 17 avril 2004     | Special D                               | Come With Me                          | 6                   |
| 1er mars 2004     | DJ Casper                               | Cha Cha Slide                         | 1                   |
| 23 février 2004   | Kelly Llorenna                          | This Time I Know It's For Real        | 14                  |
| 16 janvier 2004   | LMC vs. U2                              | Take Me To The Clouds Above           | 1                   |
| 17 janvier 2004   | Flip & Fill Featuring Junior            | Irish Blue                            | 20                  |
| 15 décembre 2003  | Ultrabeat                               | Feeling Fine                          | 12                  |
| 27 octobre 2003   | Dallas Superstars                       | Helium                                | 64                  |
| 18 janvier 2003   | The Rezidents                           | Popcorn                               | 66                  |
| 4 octobre 2003    | Dunken Monkey                           | E                                     | 41                  |
| 16 août 2003      | VooDoo & Serano                         | Overload                              | 30                  |
| 4 août 2003       | Ultrabeat                               | Pretty Green Eyes                     | 2                   |
| 19 juillet 2003   | N-Trance                                | Forever                               | 6                   |
| 28 juin 2003      | Flip & Fill Featuring Jo James          | Field Of Dreams                       | 28                  |
| 22 mars 2003      | Porn Kings vs. Flip & Fill              | Shake Ya Shimmy                       | 28                  |
| 8 mars 2003       | Interactive                             | Forever Young (Kosmonova Radio Edit)  | 37                  |
| 19-03-2003        | The System pres. Kerri B                | If You Leave Me Now                   | —                   |
| 19-03-2003        | Uproar                                  | The Roof Is On Fire                   | —                   |
| 1er mars 2003     | Aquagen                                 | Hard To Say I'm Sorry                 | 33                  |
| 17 février 2003   | Rezonance Q                             | Someday                               | 29                  |
| 18 janvier 2003   | Flip & Fill                             | I Wanna Dance With Somebody           | 13                  |
| 6 janvier 2003    | Pascal Featuring Karen Parry            | I Think We're Alone Now               | 21                  |
| 30 novembre 2002  | Kelly Llorenna                          | Heart Of Gold                         | 19                  |
| 19 octobre 2002   | Trinity X                               | Forever                               | 19                  |
| 27 juillet 2002   | Flip & Fill                             | Shooting Star                         | 3                   |
| 1er juillet 2002  | Kelly Llorenna                          | Tell It To My Heart                   | 9                   |
| 25 mai 2002       | Milk Inc.                               | In My Eyes                            | 9                   |
| 14 mai 2002       | Flip & Fill                             | True Love Never Dies (Re-release)     | 7                   |
| 19 janvier 2002   | DJ Alligator                            | Blow My Whistle (Bitch)               | 5                   |
| 22 octobre 2001   | Ricky Tomlinson (en)                    | Are You Looking At Me?                | 28                  |
| 22 septembre 2001 | N-Trance                                | Set You Free 2001                     | 4                   |
| 12 mars 2001      | Flip & Fill                             | True Love Never Dies                  | 34                  |
| 5 janvier 2001    | Porn Kings                              | Sledger                               | 71                  |
| 7 septembre 2000  | Bus Stop Featuring T.Rex                | Get It On                             | 59                  |
| 20 mai 2000       | N-Trance                                | Shake Your Body                       | 37                  |

#### Années 1990
| Sortie            | Artiste                          | Chanson                          | Meilleure position |
| Sortie            | Artiste                          | Chanson                          | Royaume-Uni        |
| ----------------- | -------------------------------- | -------------------------------- | ------------------ |
| 26 novembre 1999  | Porn Kings                       | Up To No Good                    | 28                 |
| 10 avril 1999     | Bus Stop                         | Jump                             | 23                 |
| 19 décembre 1998  | N-Trance                         | Tears In The Rain                | 53                 |
| 12 septembre 1998 | N-Trance                         | Paradise City                    | 28                 |
| 3 août 1998       | Bus Stop Featuring Randy Bachman | You Ain't Seen Nothing Yet       | 22                 |
| 3 août 1998       | Strict Instructor                | Step-Two-Three-Four              | 49                 |
| 23 mai 1998       | Bus Stop                         | Kung Fu Fighting                 | 8                  |
| 28 mars 1998      | DJ Milano Featuring Samantha Fox | Santa Maria                      | 31                 |
| 9 février 1998    | Porn Kings vs. DJ Supreme        | Up To Tha Wildstyle              | 10                 |
| 19 janvier 1998   | DJ Supreme                       | Forns Of Jericho                 | 29                 |
| 1er novembre 1997 | N-Trance Featuring Rod Stewart   | Do Ya Think I'm Sexy?            | 7                  |
| 11 octobre 1997   | DJ Flavours                      | Your Caress (All I Need)         | 19                 |
| 23 août 1997      | N-Trance                         | Mind Of The Machine              | 15                 |
| 19 avril 1997     | Ultracynic                       | Nothing Is Forever               | 47                 |
| 5 avril 1997      | N-Trance                         | D.I.S.C.O.                       | 11                 |
| 3 mars 1997       | Porn Kings                       | Amour C'Mon                      | 17                 |
| 1er novembre 1996 | 2 Funky 2                        | Brothers And Sisters             | 36                 |
| 15 juin 1996      | Open Arms                        | Hey Mr DJ                        | 62                 |
| 24 février 1996   | N-Trance                         | Electronic Pleasure              | 11                 |
| 17 février 1996   | Love Decade                      | Is This A Dream? '96             | 39                 |
| 16 septembre 1995 | N-Trance                         | Stayin' Alive                    | 2                  |
| 14 janvier 1995   | N-Trance                         | Set You Free                     | 2                  |
| 22 octobre 1995   | N-Trance                         | Turn Up The Power                | 23                 |
| 8 novembre 1993   | Mix Factory                      | Miracles                         | 85                 |
| 6 février 1993    | Love Decade                      | When The Morning Comes           | 69                 |
| 10 janvier 1993   | Mix Factory                      | Take Me Away                     | 51                 |
| 11 avril 1992     | Love Decade                      | I Feel You                       | 34                 |
| 8 janvier 1992    | Mix Factory                      | Burnin'                          | 69                 |
| 23 novembre 1991  | Love Decade                      | So Real                          | 14                 |
| 9 novembre 1991   | 2 For Joy                        | Let The Bass Kick                | 69                 |
| 2 novembre 1991   | Control                          | Dance With Me (I'm Your Ecstasy) | 17                 |

### Albums d'artistes
| Sortie            | Artiste        | Titre                            | Meilleur classement |
| Sortie            | Artiste        | Titre                            | Royaume-Uni         |
| ----------------- | -------------- | -------------------------------- | ------------------- |
| 20 juin 2011      | Cascada        | Original Me                      | 24                  |
| 5 juin 2011       | Inna           | Hot                              | 32                  |
| 31 janvier 2011   | Skepta         | Doin' It Again                   | 19                  |
| 29 novembre 2010  | N-Dubz         | Love Live Life                   | 7                   |
| 24 mai 2010       | Agnes          | Dance Love Pop                   | 112                 |
| 16 novembre 2009  | N-Dubz         | Against All Odds                 | 6                   |
| 26 octobre 2009   | Ultrabeat      | The Weekend Has Landed           | 29                  |
| 2009              | N-Trance       | The Mind Of The Machine          | 194                 |
| 07-07-2009        | Cascada        | Evacuate The Dancefloor          | 8                   |
| 17 novembre 2008  | N-Dubz         | Uncle B                          | 11                  |
| 05-05-2008        | Scooter        | Jumping All Over the World       | 1                   |
| 16-06-2008        | Darren Styles  | Skydivin'                        | 4                   |
| 3 décembre 2007   | Cascada        | Perfect Day                      | 9                   |
| 5 novembre 2007   | Dannii Minogue | Club Disco                       | —                   |
| 10 septembre 2007 | Ultrabeat      | Ultrabeat : The Album            | 8                   |
| 05-03-2007        | Cascada        | Everytime We Touch               | 2                   |
| 19-06-2006        | Dannii Minogue | The Hits and Beyond              | 17                  |
| N/A               | Kelly Llorenna | All Clubbed Up                   | 62                  |
| 11 novembre 2001  | N-Trance       | The Best of N-Trance (1992–2002) | —                   |
| 23-02-1998        | N-Trance       | Happy Hour                       | 81                  |
| 4 novembre 1995   | N-Trance       | Electronic Pleasure              | 99                  |

### Albums compilations

#### Clubland
| Titre       | Sortie           | Meilleure position                |
| Titre       | Sortie           | Royaume-Uni UK Complination Chart |
| ----------- | ---------------- | --------------------------------- |
| Clubland 1  | 24 juin 2002     | 1                                 |
| Clubland 2  | 11 novembre 2002 | 1                                 |
| Clubland 3  | 23 juin 2003     | 1                                 |
| Clubland 4  | 10 novembre 2003 | 1                                 |
| Clubland 5  | 12 juillet 2004  | 1                                 |
| Clubland 6  | 8 novembre 2004  | 1                                 |
| Clubland 7  | 27 juin 2005     | 1                                 |
| Clubland 8  | 7 novembre 2005  | 2                                 |
| Clubland 9  | 26 juin 2006     | 1                                 |
| Clubland 10 | 6 novembre 2006  | 1                                 |
| Clubland 11 | 18 juin 2007     | 1                                 |
| Clubland 12 | 5 novembre 2007  | 1                                 |
| Clubland 13 | 23 juin 2008     | 1                                 |
| Clubland 14 | 10 novembre 2008 | 1                                 |
| Clubland 15 | 5 juillet 2009   | 1                                 |
| Clubland 16 | 9 novembre 2009  | 1                                 |
| Clubland 17 | 27 juin 2010     | 1                                 |
| Clubland 18 | 8 novembre 2010  | 1                                 |
| Clubland 19 | 27 juin 2011     | 1                                 |

#### Clubland Classix
- Clubland Classix - Paru le 31 mars 2008
- Clubland Classix 2 - Paru le 23 mars 2009

#### Clubland X-Treme
- Clubland X-Treme
- Clubland X-Treme 2
- Clubland X-Treme Hardcore 1
- Clubland X-Treme Hardcore 2
- Clubland X-Treme Hardcore 3
- Clubland X-Treme Hardcore 4
- Clubland X-Treme Hardcore 5
- Clubland X-Treme Hardcore 6
- Clubland X-Treme Hardcore 7
- Clubland X-Treme Hardcore 8

#### Floorfillers
- Floorfillers
- Floorfillers 2
- Floorfillers 3
- Floorfillers 4
- Floorfillers Club Classics
- Floorfillers Anthems
- Floorfillers 2010
- Floorfillers Clubmix
- Monster Floorfillers
- Floorfillers 2011

#### Dancemania
- Dancemania
- Dancemania 2
- Dancemania Party

#### Ultimate NRG
- Ultimate NRG (Mixé par Alex K)
- Ultimate NRG2 (Mixé par Alex K)
- Ultimate NRG3 (Mixé par Alex K)
- Ultimate NRG4 (Mixé par Alex K)
- Ultimate NRG MegaMix (Mixé par Alex K)

#### Autres
- Clubland Smashed 2 - 23/05/2011
- Clubland Smashed - 19/04/2010
- Es Vive - Ibiza 2008 - 11/8/2008
- Hardcore Till I Die - 04/08/2008
- Sunset To Sunrise - 28/07/2008
- Addicted To Bassline - 14/4/2008
- Dancemix 2008 - 3/12/2007
- Club 2K7 - 12/02/2007
- Clubmix 2007 - 27/11/2006
- Funky House '06 - 11/09/2006
- Rock The Dancefloor - 10/08/1998